# Yuki Kazamatsuri
Yuki Kazamatsuri  (風祭 ゆき?, Kazamatsuri Yuki), pseudonimo di Sayori Yoshida (吉田さより?, Yoshida Sayori; Tokyo, 15 agosto 1953), è un'attrice giapponese.

## Biografia
Sayori Yoshida ha debuttato come attrice nel 1977 ed è nota principalmente per i suoi ruoli in alcuni film pinku eiga, i roman poruno (ロマンポルノ?) della casa di produzione Nikkatsu, nei quali comparve a partire dal 1980, con lo pseudonimo di Yuki Kazamatsuri. Si dedicò a questo tipo di ruoli dopo essere stata persuasa dal regista Nagisa Ōshima ad accettare una parte che le era stata offerta in un film pinku. La Nikkatsu la assunse inizialmente per la sua somiglianza all'attrice Keiko Matsuzaka, ma successivamente continuò a lavorare e a essere apprezzata per la sua abilità attoriale.
Dopo la chiusura della Nikkatsu nel 1988 continuò a recitare al di fuori della produzione pinku ed è apparsa in Ichi the Killer di Takashi Miike e nei film di Quentin Tarantino Kill Bill: Volume 1 e Kill Bill: Volume 2.

## Vita privata
Nel 2003 ha sposato il musicista e compositore Tōru Hasebe (長谷部 徹?).

## Filmografia

### Cinema
- Akai tôri-ame (赤い通り雨?), regia di Kōyū Ohara (1980)
- Tsumatachi no Seitaiken: Otto no Me no Maede Ima (妻たちの性体験 夫の眼の前で、今・・・?), regia di  Masaru Konuma (1980)[5]
- Ushiro Kara Mae Kara (後から前から?) di Kōyū Ohara (1980)[6]
- Ai no hakuchûmu, regia di Kôyû Ohara(1980)
- Nippon keishichô no haji to iwareta futari: keiji chindôchû, regia di Kôsei Saitô (1981)
- Yokujō mankai: wakazuma dōsōkai (欲情まんかい 若妻同窓会?) di Shinichi Shiratori (1981)
- Onna kyōshi: Yogoreta hōkago (女教師 汚れた放課後?) di Kichitaro Negishi (1981)[7]
- Aiyoku seikatsu: yoru yo nurashite (愛欲生活 夜よ、濡らして?), regia di Shōgorō Nishimura (1981)[8]
- Sērā-fuku to kikanjū (セーラー服と機関銃?), regia di Shinji Sōmai (1981)[9]
- Zûmu appu: Bôkô hakusho (ズームアップ 暴行白書?), regia di Katsuhiko Fujii (1981)[10]
- Akujo gundan, regia di Masaru Konuma (1981)
- Bishimai: okasu (美姉妹 犯す?), regia di Shōgorō Nishimura (1982)[2]
- Yami ni dakarete (闇に抱かれて?), regia di Kazunari Takeda (1982)[3]
- Iga ninpocho (伊賀忍法帖?), regia di Mitsumasa Saitō (1982)
- Okasare shigan (犯され志願?), regia di Shun Nakahara (1982)[11][12]
- Onna kyôshi-gari (女教師狩り?), regia di Junichi Suzuki (1982)[13]
- The Ninja Wars, regia di Kôsei Saitô (1982)
- Madam Scandal: 10-byo shinasete, regia di Shôgorô Nishimura (1982)
- Jikkai no mosukīto (十階のモスキート?), regia di Yoichi Sai (1983)
- Hoteru hime (ホテルヒメ 火照る姫?), regia di Shōgorō Nishimura (1983)
- Osowareru onna kyōshi (襲われる女教師?), regia di Nobuyuki Saito (1983)[13]
- Karajishi kabushiki gaisha, regia di Chûsei Sone (1983)
- Anshitsu (暗室?), regia di Kirio Urayama (1983)[14]
- Seiteki hanzai (性的犯罪?), regia di Yoichi Sai (1983)[15]
- Wangan Doro, regia di Yôichi Higashi (1984)
- Masho no kaori (魔性の香り?), regia di Toshiiharu Ikeda (1985)
- Shinshi dômei, regia di Hiroyuki Nasu (1986)
- Rasuto kyabaree, regia di Shûsuke Kaneko (1988)
- Oazuke, regia di Takuma Uchida (1990)
- Gimu to engi, regia di Haruo Ichikura (1997)
- Sadistic & Masochistic (サディスティック&マゾヒスティック?) (2000)
- Drug, regia di Hiroshi Sugawara (2001)
- Man-hole, regia di Takayuki Suzui (2001)
- Ichi the Killer, regia di Takashi Miike (2001)[16]
- Hitorine (ひとりね?), regia di Junichi Suzuki (2002)
- Kill Bill: Volume 1, regia di Quentin Tarantino (2003)
- Kill Bill: Volume 2, regia di Quentin Tarantino (2004)
- Kill Bill: the whole bloody affair, regia di Quentin Tarantino (2011) [17]
- Pochi no kokuhaku, regia di Gen Takahashi (2006)
- Yasashii te, regia di Kazuyoshi Sekine (2011)
- Shiawase Kamon (しあわせカモン?), regia di Daisuke Nakamura (2012)
- Sakura hime, regia di Hajime Hashimoto (2013)
- Hadaka no itoko, regia di Gitan Ôtsuru (2013)
- Kyôryû wo horô!, regia di Shin'ya Ohwada (2013)
- Zeusu no houtei, regia di Gen Takahashi (2013)
- Yōkō Sakura (陽光桜?), regia di Gen Takahashi (2015)
- Gymnopedies ni Midareru  (ジムノペディに乱れる?), regia di Isao Yukisada (2016)
- Siblings of the Cape, regia di Shinzo Katayama (2018)

### Televisione
- Ôedo sôsamô –  serie Tv, 1 episodio (1980)
- Niizuma jigoku (1984)
- Deka kizoku – serie Tv,  1 episodio (1990)
- Onihei hankachô – serie Tv, (1989–2001)
- Katte ni shiyagare hey! Brother – serie Tv, 1 episodio (1990)
- Hôigaku kyôshitsu no jiken file – serie Tv, 1 episodio (1992)
- Fujita Makoto no Tange Sazen – Mini-serie, 1 episodio (1993)
- Pafekuto buru –  Mini-serie, 1 episodio (2012)
- Mahoro ekimae bangaichi – serie Tv, 1 episodio (2013)
- Chûshingura no Koi: 48-ninme no Chûshin – Mini-serie, 20 episodi (2016-2017)
- Chūshingura no Koi (忠臣蔵の恋?) (2016)[9]